# 켈린 아코스타
켈린 카이 페리아코스타(영어: Kellyn Kai Perry-Acosta, 1995년 7월 24일 ~ )는 미국의 축구 선수로 현재 미국 메이저 리그 사커의 로스앤젤레스 FC와 미국 축구 국가대표팀에서 미드필더로 활약하고 있다.